# Maroc Telecom HQ
Maroc Telecom HQ è un grattacielo di Rabat in Marocco. Collocato nel quartiere d'affari Hay Ryad, fu costruito tra il 2009 e il 2012. La struttura è la sede ufficiale della compagnia telefonica Maroc Telecom. Esso è alta 91 metri, che diventano 139 metri se si comprende l'antenna.